# Henry Gerbault

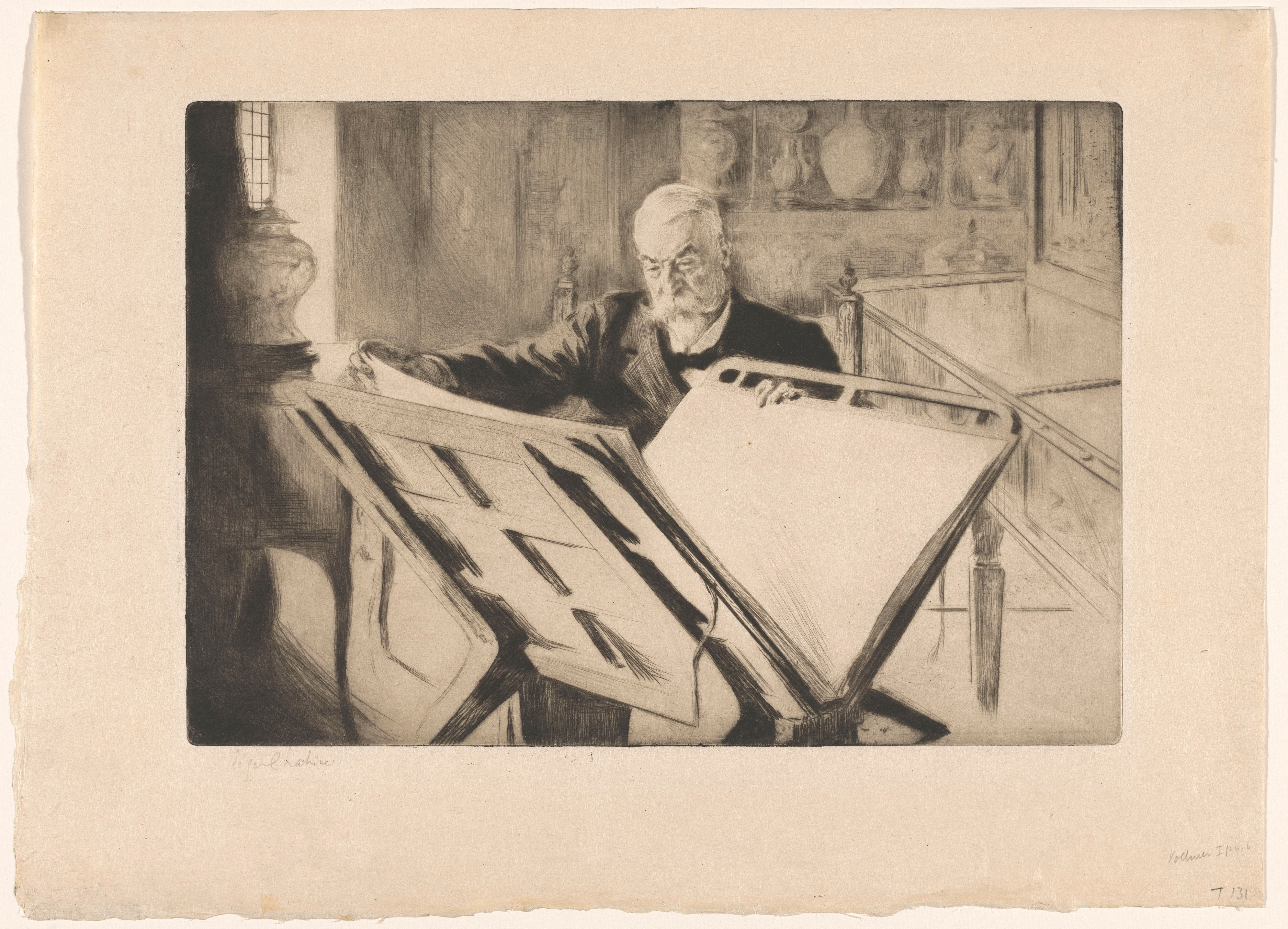
Een tekening van Gerbault uit 1904

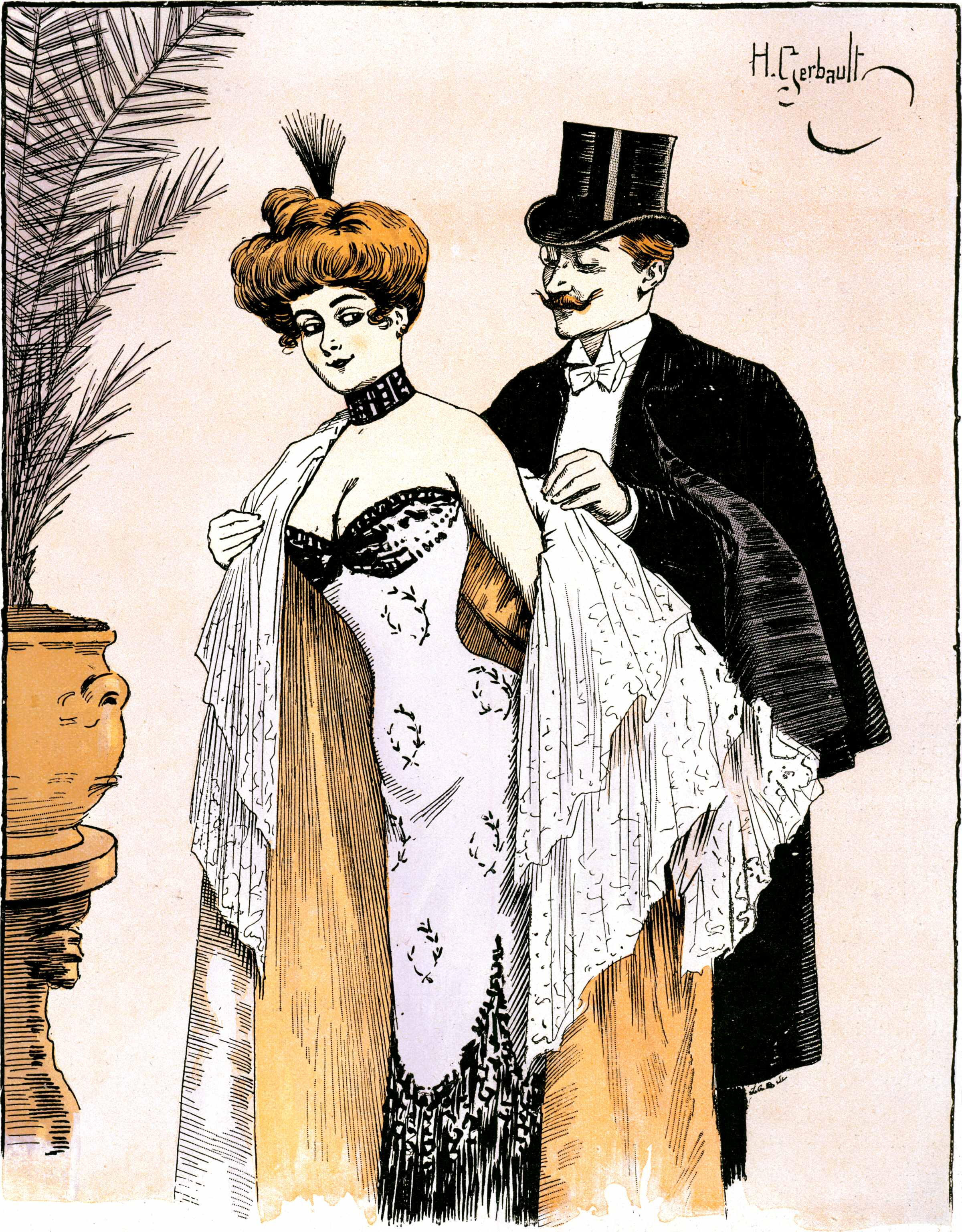
Zou je er aanstoot aan nemen als ik u op uw prachtige schouder kus? Daar kom je snel genoeg achter. (Een dubbelzinnige poster uit 1901)

Henry Gerbault (Châtenay-Malabry, 24 juni 1863 – Roscoff, 19 oktober 1930) was een Franse illustrator, kunstschilder, posterontwerper en toneelschrijver. Hij is met name bekend als cartoonist.
Na een niet succesvolle start als kunstschilder startte hij als cartoonist en werkte voor verschillende satirische kranten. Zijn favoriete onderwerpen waren verleidelijke Parijse vrouwen van de belle époque, schoonmoeders, nukkige oude mannen en soldaten. Deze tekeningen gingen allemaal gepaard met lichte ironie, kattenkwaad en vaak een zekere erotiek. Vaak werkte hij met opeenvolgende tekeningen en hij wordt daarom aanzien als een grondlegger van de strip. Hij tekende o.a. voor La Vie Parisienne, Gil Blas, L'Art et la Mode, La Vie Moderne en Le Frou-frou. In 1919 vestigde Gerbault zich in Roscoff in Bretagne waar hij bleef wonen tot zijn dood in 1930.